# The Midsummer Station
The Midsummer Station est le 4e album de Owl City, un projet musical d'Adam Young. L'album est sorti le 17 août 2012
Albums de Owl City
All Things Bright and Beautiful
(2011) Mobile Orchestra
(2015)
Il comporte 11 chansons dont les singles Shooting Star et Good Time. Deux autres pistes, Bombshell Blonde et Top of The World, ont paru à titre de bonus sur iTunes ou dans la version japonaise.

## Titres
1. Dreams and Disasters
2. Shooting Star
3. Gold
4. Dementia (avec Mark Hoppus de Blink-182)
5. I'm Coming After You
6. Speed of Love
7. Good Time (avec Carly Rae Jepsen)
8. Embers
9. Silhouette
10. Metropolis
11. Take It All Away

Bonus iTunes:
- Bombshell Blonde

Bonus version japonaise:
- Top of The World